# Tokyo Indoor 1983
Il Tokyo Indoor 1983 è stato un torneo di tennis giocato sintetico indoor. È stata la 6ª edizione del Tokyo Indoor, che fa parte del Volvo Grand Prix 1983. Si è giocato a Tokyo in Giappone dal 24 al 30 ottobre 1983.

## Campioni

### Singolare maschile
Ivan Lendl ha battuto in finale  Scott Davis con il punteggio di 3–6, 6–3, 6–4

### Doppio maschile
Mark Edmondson /  Sherwood Stewart hanno battuto in finale  Steve Denton /  John Fitzgerald con il punteggio di 6–1, 6–4